# 康樂園 (農場)
康樂園是一個曾經位於香港大埔區，座落在大埔道約十八咪半位置，現已結業拆卸的莊園農場。農場建於1928年，佔地1,200畝（約131公頃），曾經為新界最大的園藝農場。康樂園由國民革命軍軍長、前廣州市長李福林擁有。
農場以果園型式經營為主，園內大量種植多種果樹品種，高峰期時曾出產多種著名農產品並對外銷售到東南亞國家；農場亦會對公眾開放，園內亦曾設有餐廳吸引社會名流到場。
康樂園曾先後在日佔香港期間被日軍和第二次國共內戰期間被英軍徵用，在1948年間因被破壞而修葺重建，最後於70年代末被李福林後人出售地皮及拆卸，發展成現今的康樂園大型低密度住宅項目。

## 歷史

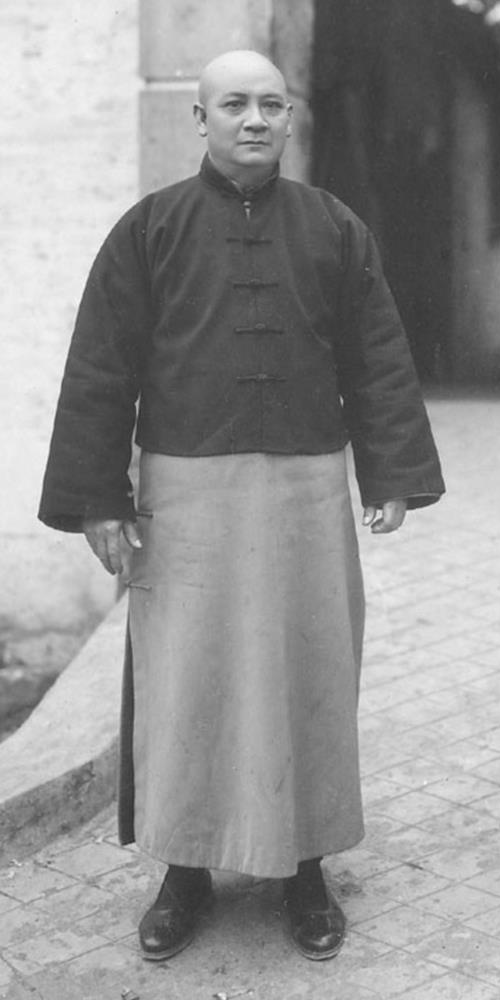
康樂園園主李福林，攝於約1925年。

在大埔現今康樂園的位置建立農場的構思始於1925年，國民政府廣州將領魏邦平逃走至香港並購入了大埔的土地打算發展成農場。後來魏邦平並沒有實行計劃，該地段再次轉手出售於時任廣州總商會會長，富商鄒殿邦和時任廣州市長李福林。後來鄒殿邦無意發展農場，地段由李福林接手主理並於1928年建立了名為「康樂園」農場。
李福林在香港發展農場被認為有兩個原因。一是因為當年香港仍是英國殖民地，對中國內地而言較有財產安全的保障，所以吸引內地軍政人士在港投資；二是李福林曾在廣州的宅邸厚德圍中接待了港督金文泰，因宅邸內的果園管理有道使金文泰邀請李福林到香港開設農場，並且承諾會提供援助。最後於1928年，李福林在大埔道十八咪半左右位置建成農場，命名參考了廣州中山大學的「康樂園」而採用同一名字。
1938年，日本策劃進攻廣東，李福林成功利用反間計令日本在廣州損員數百日軍，因而和日本結下仇口。後來日本攻打香港，日軍派出了先遣部隊前往大埔搜捕李福林，唯李福林已離港往重慶避難。到了1941年的香港日佔時期，日軍在香港大舉徵用多個在元朗、粉嶺和大埔私人農場作生產糧食供應軍人，而康樂園亦被徵用並被易名為「大埔農場」，並由香港佔領地總督部直接管理。當時農場內採用了改良的種植方法，日治政府亦計劃將農場內的果園生產提升兩至三倍。康樂園在這段時間內，園內的建設和蔬果花卉皆被搗毀，原有種植的果樹亦有六成被砍伐。
戰後，李福林並斥資了20多萬全新修葺農場。而到了1948年，李福林因逃避中國共產黨政權而舉家遷至康樂園定居。農場在曾聘請了50多名農工耕作，另外亦有50至100名散工在園內工作。全盛時期農場每年的投資達十多萬元，而李福林亦會在香港不同地方帶回當地果種至康樂園內種植。
1949年，因應第二次國共內戰的內地局勢，駐港英軍為增強防衛，在香港增援了8000名陸軍士兵，並曾短暫徵用包括康樂園在內的地方安置士兵，時達約11個月，然而農場內建設並沒有如被日軍徵用時受到破壞。
1952年2月，李福林逝世，其遺體下葬於康樂園內的山腰中。

## 特色和設施
1933年，李福林曾接待國民政府將領王德林到康樂園。當時李福林指出當地土壞並不肥沃：「但若種植得宜，滋養合適，即使貧瘠之地，亦可變成膏腴」。
康樂園以出產水果為主，其果樹主要集中在東邊園區，西邊園區則主要主要栽培花卉。二戰前，農場內種植有：白欖、木瓜、菠蘿、芒果、桃花、李子、荔枝、楊桃、花稔等，其中白欖有最高產量，銷售的利潤可達數萬元；而所種植的「夏茅香芒」亦是珍貴品種，在廣東內只有種植7至8株夏茅香芒果樹。而康樂園在1937年的新界農產品展覽會中更曾獲得了獎項。
戰後，農場繼續種植多種蔬果如白欖、石榴、龍眼、芒果等，以及種植其他蔬菜和水稻。農場有多種農產品成為了著名特產，當中包括了外銷至越南和新加坡的白欖；外銷至泰國的龍眼；有傳比「夏茅香芒」品種更香的「仁面香芒」品種芒果；以及著名品種「嶺南木瓜」。農場農產量之多除可供自用外，多出的農產品會對外銷售，其中白欖一年產量更能達1,500擔（15萬斤，即91,500公斤 ）。
在1952年李福林逝世後，他的後人——長子李業宏接手繼續經營康樂園，而農場在50年代亦開始迎接了最興盛的年代；除農耕種植外，農場開始經營養殖業：在1952年增設了養雞場，養殖了力康雞、澳洲白雞、美國紅雞等；另外又再建設了兩個魚塘養殖了鯉魚和鱅魚供食用。1959年，農場開始經營中菜餐廳吸引公眾到場參觀和光顧。康樂園在農曆年宵時又會售賣桃花，農場多次參加了戰後的農展會並多次在比賽中得獎，吸引了港督葛量洪入場參觀。

## 收購重建

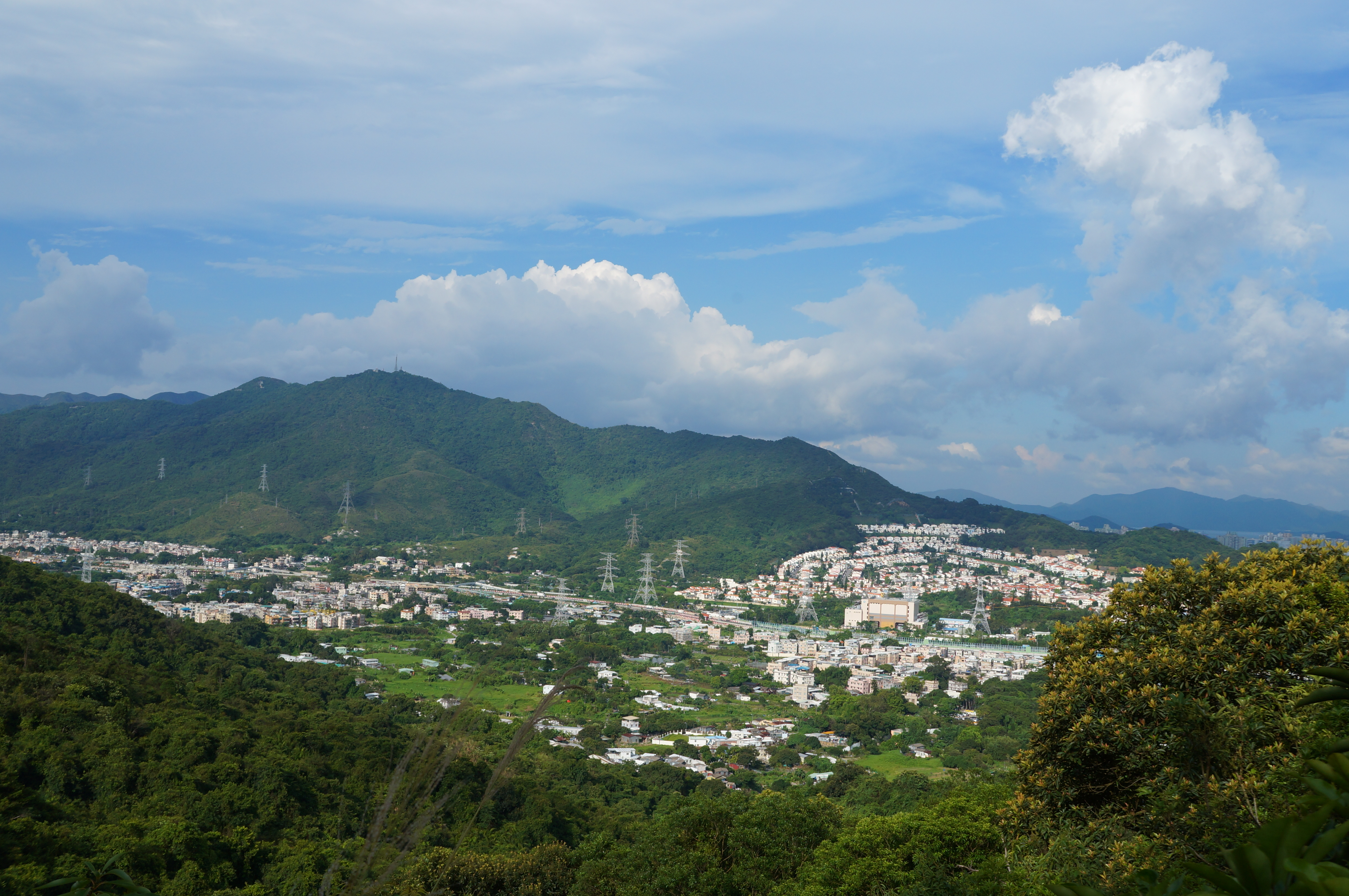
圖中右方建築群為重建而成的康樂園住宅區。該地點部份位處山坡地帶，背靠九龍坑山。原農場四成面積保留為山林園地。

至60年代起，李氏家族打算出售康樂園之地皮。70年代末，李福林後人李金貴與黃克競家族成員黃振輝於1977年合資成立加拿大發展公司，在貫通大埔和沙田的吐露港公路尚在興建時決定發展康樂園地段為住宅項目，項目於同年獲政府批准改建為花園新邨。
1965年，與康樂園相距不遠的嘉道理農業輔助會的嘉道理兄弟得知李氏家族打算將農場結業，羅蘭士·嘉道理隨即向港府輔政司戴斯德發信，同時將信件副本發給行政局首席華人非官守議員利銘澤、立法局首席非官守議員鄧律敦治、行政局首席非官守議員羅理基和農林業管理處（現漁農自然護理署）處長姬達等人向輔政司施壓，希望殖民政府能保留康樂園農場之用地。嘉道理在信中表示，在香港島有植物公園，而九龍亦需要類似的休憩地方（期後建成了九龍公園），因此在新界亦同樣需要建設性質相似的公園作市民休憩。嘉道理同時在信中描述了將康樂園改建成「英聯邦公園」的構思，建議將火車路線貫穿公園，並在公園範圍內設立火車站（後來康樂園車站的構思有被納入至1974年的「大埔墟至屯門支線方案」），方便市民到達。雖然輔政司戴斯德向嘉道理發回信表示會安排有關部門研究，但同年戴斯德退任，「英聯邦公園」構思最後並無進一步規劃。
康樂園最終被完全拆卸，原址分別在1980年和1991年分批建成了約2000棟獨立住宅，康樂園農場的建設亦從此消失。李福林的後人在新落成的康樂園內各自擁有大宅，而原李福林墓現今則座落在康樂園東路及西路的交界山坡上。